# Лингулята

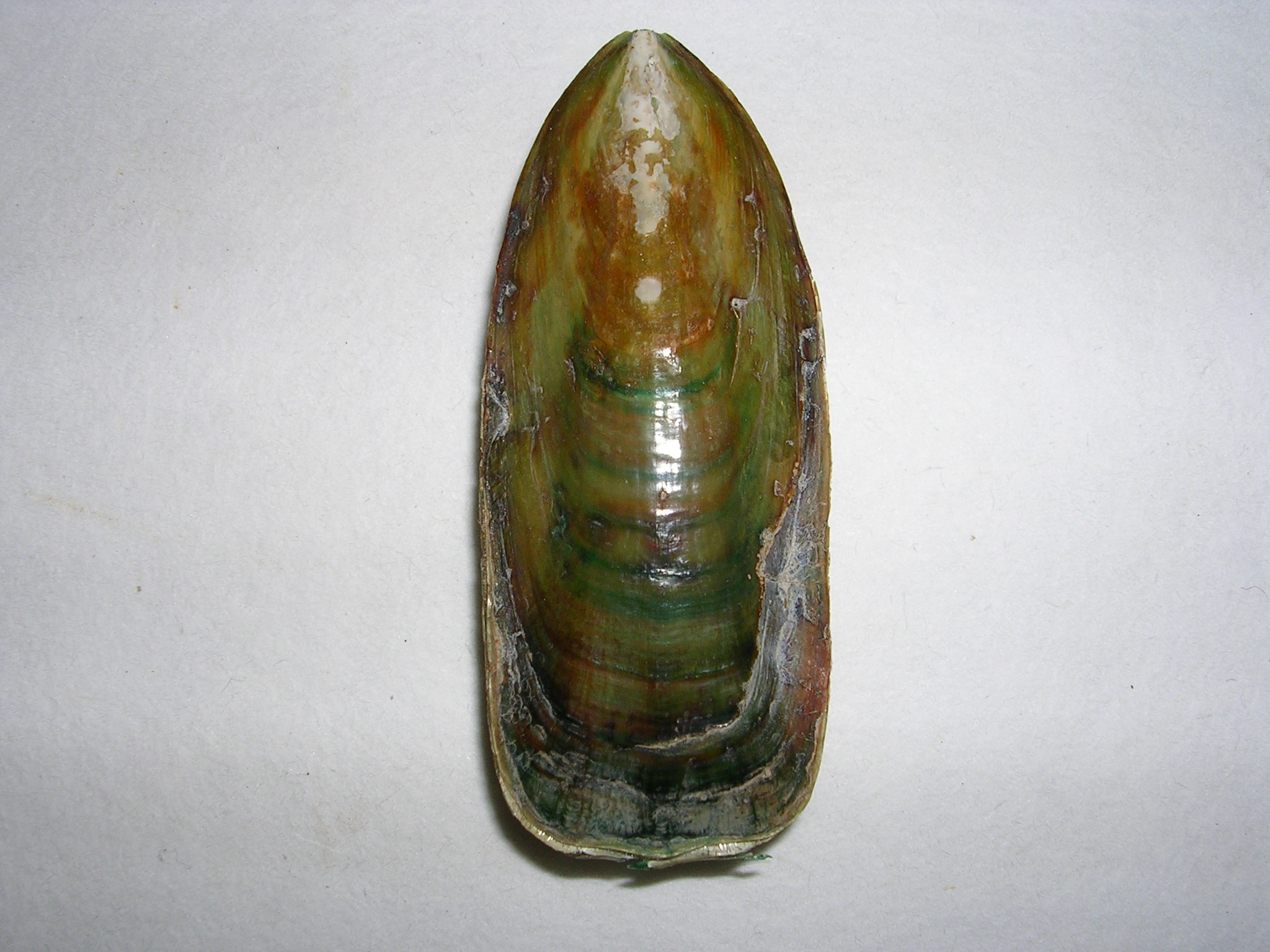
Раковина Lingula anatina

Лингулята (лат. Lingulata) — класс беззамковых плеченогих из подтипа Linguliformea. 
Название лингулята (Lingulata) происходит от лат.  lingula (ligula) — «язык» из-за языковидной раковины. В отличие от большинства других раковинных морских животных, чьи раковины состоят из карбоната кальция, раковины лингулят состоят из фосфата кальция, протеинов и хитина. 
Лингуляты известны с раннего кембрия. Окаменелости ископаемых лингулят найдены по всему миру, особенно много в Европе, Юго-Восточной Азии и Северной Америке. 

## Классификация
Класс Lingulata
- Отряд Lingulida
  - Надсемейство Discinoidea
    - Семейство Discinidae
    - Семейство Trematidae †

  - Надсемейство Linguloidea
    - Семейство Lingulidae
    - Семейство Aulonotretidae †
    - Семейство Dysoristidae †
    - Семейство Elkaniidae †
    - Семейство Eoobolidae †
    - Семейство Lingulasmatidae †
    - Семейство Lingulellotretidae †
    - Семейство Obolidae †
    - Семейство Paterulidae †
    - Семейство Pseudolingulidae †
    - Семейство Zhanatellidae †

  - Надсемейство Acrotheloidea †
    - Семейство Acrothelidae †
    - Семейство Botsfordiidae †
- Отряд Acrotretida †
  - Надсемейство Acrotretoidea †
    - Семейство Acrotretidae †
    - Семейство Biernatidae †
    - Семейство Ceratretidae †
    - Семейство Curticiidae †
    - Семейство Ephippelasmatidae †
    - Семейство Eoconulidae †
    - Семейство Scaphelasmatidae †
    - Семейство Torynelasmatidae †
- Отряд Siphonotretida †
  - Надсемейство Siphonotretoidea †
    - Семейство Siphonotretidae †
- Lingulata incertae sedis
  - Род Dactylotreta †
    - Вид Dactylotreta unda †